# 리치먼드 (노바스코샤주)
리치몬드는 캐나다 노바스코샤주 핼리팩스의 핼리팩스 반도 노스 앤드 부분을 포함한 캐나다의 도시 지역이다.
이전에는 핼리팩스군에서 통합되었던 것이 개별적으로 분리되어 북부 가의 리치몬드 북부 마을이 성장하자 노스 앤드 지역을 기점으로 핼리팩스 도시와 분리되었다. 핼리팩스 항구의 좁은 수로 지역 서부에 위치해 있고, 리치몬드는 산업화 이후 노바스코샤 철도가 건설되면서 해안을 따라 각종 해군 조선소 및 선적 부두, 창고 등이 건설되었다. 리치몬드는 19세기 후반 핼리팩스 시에 합병되었고 흡수 이후 경계가 노스 앤드까지 확장되면서 전통적인 경계는 희미해졌다.

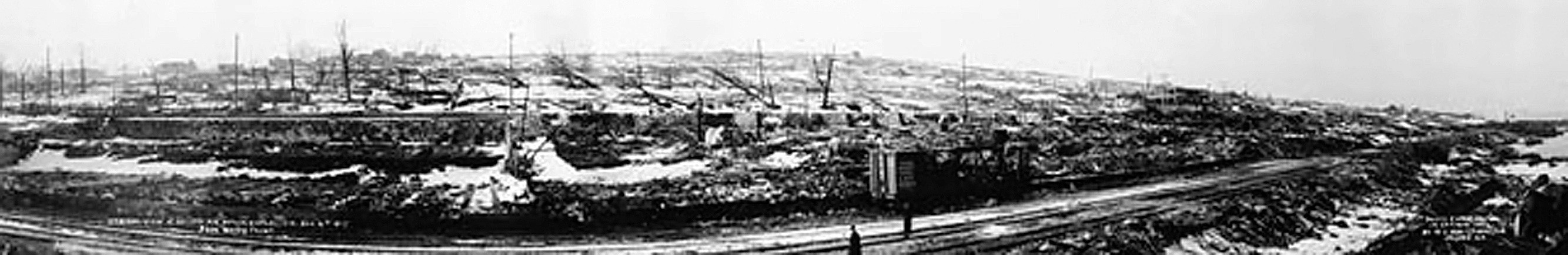
1917년 핼리팩스 대폭발 이후 핼리팩스 리치몬드 지역은 완전히 초토화되었다. 폭발의 그라운드 제로인 6 항구는 사진 오른쪽에 위치해 있다.

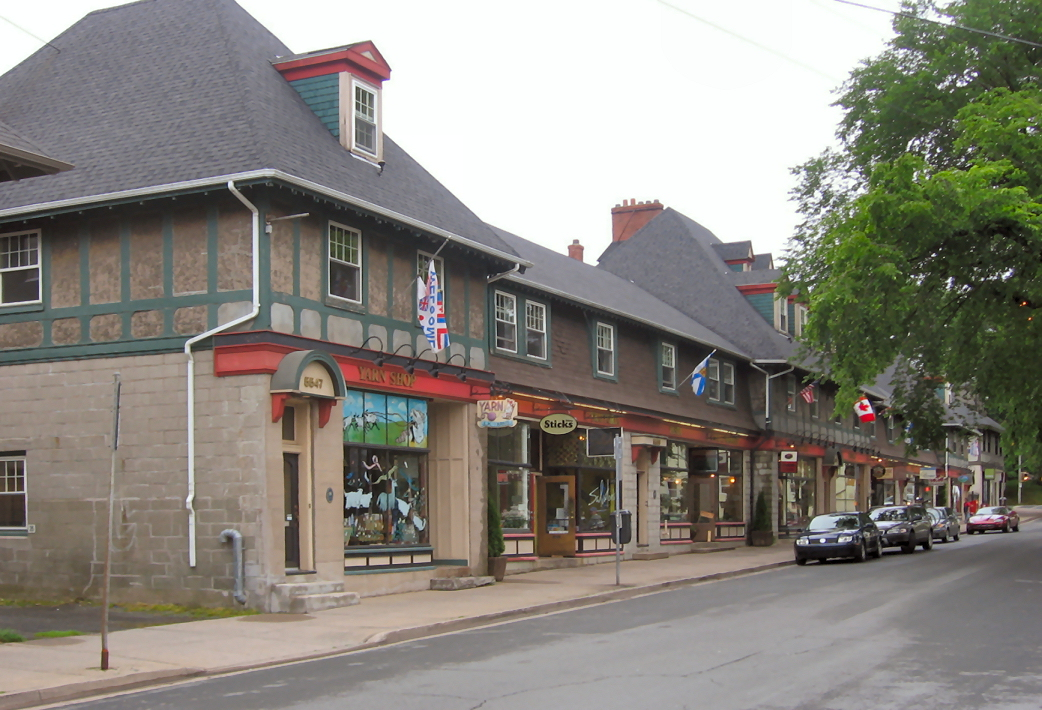
히드로스톤 지구는 핼리팩스 대폭발로 황폐해진 건물을 대체하기 위해 지어졌다.

리치몬드는 1917년 12월 6일 핼리팩스 대폭발로 인해 구조물 및 해안 대부분이 초토화되었다. 포트 니드햄의 기울기 상승으로 인해 일부 지역은 충격파의 피해에서 일부 줄일 수 있었다. 1918년 1월 22일의 의회에서 결정된 핼리팩스 구조위원회는 노바스코샤 주 의회가 구조품 전달에 관해 폭넓은 권한을 주었다. 이외에도 폭발로 인한 피해자 보상을 위해 위원회는 다양한 정부 및 민간 기금 2100만 달러를 모아 황폐한 지역을 재구축할 수 있었다. 유명한 건축가인 토마스 아담스와 그의 조수인 H.L. 세무얼은 도시 재건 계획에 초청되었고 이후 몬트리올의 건축가 조지 로스도 합류했다. 이전에 멜케스필드라고 불렀던 영역은 히드로스톤 지구에서 건축물 재료를 조달하면서 히드로스톤으로 알려지게 되었다. 이 곳의 목재 및 치장 벽토가 지붕 재료로 사용되었다. 비록, 대부분의 작업이 로스와 맥도날드 기업이 성사시켰지만 여러 지역의 건축가가 이 작업을 수행했다. 작업 대부분은 1921년에 완료되었다.